# Chicago Sting
Il Chicago Sting fu un club calcistico statunitense fondato nel 1975 a Chicago e attivo fino al 1988. Dall'anno della sua fondazione fino al 1984 militò nel massimo campionato calcistico dell'epoca, la North American Soccer League, del quale vinse le edizioni 1981 e 1984, e dal 1985 al 1988 nella Major Indoor Soccer League I. Essendo la citata edizione 1984 della NASL l'ultima disputata prima della chiusura, il Chicago Sting è tra l'altro l'ultimo club in ordine di tempo a figurare nell'albo d'oro di quella competizione.
Tra i calciatori di una certa fama che militarono nella squadra, figurano l'ex nazionale olandese e finalista mondiale Wim van Hanegem, e il suo conterraneo, oggi allenatore, Dick Advocaat.
La squadra giocò in varie sedi, sia all'aperto che indoor. Tra le prime, la più longeva fu il Soldier Field, stadio utilizzato anche durante il campionato del mondo 1994 che si tenne proprio negli USA; tra le seconde, il Chicago Stadium e il Rosemont Horizon.
Il nome della squadra viene dal nome del famoso film - ambientato a Chicago - diretto da George Roy Hill e interpretato da Robert Redford e Paul Newman, La stangata (in inglese The Sting).

## Allenatori
- Bill Foulkes (1975-1977)
- Willy Roy (1977)
- Malcolm Musgrove (1978)
- Willy Roy (1979-1986)
- Erich Geyer (1986-1988)

## Palmarès
- Campionati nordamericani (NASL): 2 (1981, 1984).
  - Divisioni vinte: 5 (Northern Division, Atlantic Conference 1976, Central Division, National Conference 1980, Central Division Indoor 1980/81 e 1981/82, Central Division 1981, Eastern Division 1984).
- Allenatore dell'anno: 1981 (Willy Roy)
- Prime scelte per il team All Stars:
  - 1975 (Gordon Hill)
  - 1979 (Bruce Wilson)
  - 1980 (Phil Parkes)
  - 1981 (Frantz Mathieu, Arno Steffenhagen)
  - 1982 (Arno Steffenhagen)
  - 1984 (Pato Margetic)
  - 1984 (Karl-Heinz Granitza)
  - 1984/85 (Karl-Heinz Granitza)
- Seconde scelte per il team All Stars:
  - 1978 (Bruce Wilson)
  - 1979 (Karl-Heinz Granitza, Arno Steffenhagen)
  - 1980 (Karl-Heinz Granitza)
  - 1981 (Karl-Heinz Granitza)
  - 1982 (Karl-Heinz Granitza, Pato Margetic)
  - 1983 (Ricardo Alonso, Young Jeung Cho, Karl-Heinz Granitza)
  - 1984 (Pato Margetic)